# Institut international adventiste d'études supérieures

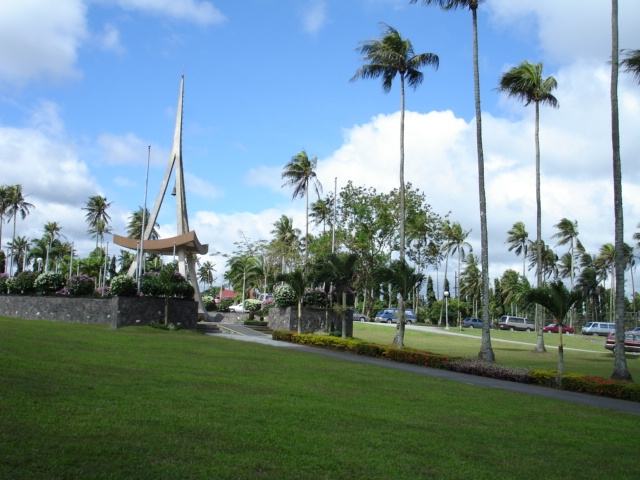
Entrée de l'université

L’institut international adventiste d'études supérieures (en anglais, Adventist International Institute of Advanced Studies  ou AIIAS) est une université de l’Église adventiste du septième jour à Lalaan I, Silang, dans la province de Cavite aux Philippines. Elle se trouve à environ 45,5 km du sud de Manille.

## Campus

### Histoire
AIIAS a été fondé en mai 1987 pour les besoins du College de l’Union des Philippines (aujourd’hui l’université adventiste des Philippines) dans le but de décerner des masters et des doctorats  en gestion, enseignement, éducation sanitaire et théologie. AIIAS démarra avec trois écoles :
- Le séminaire de théologie
- L’école d’études supérieures
- La division de l’enseignement à distance

AIIAS se sépara en 1991 du College de l’Union des Philippines et se localisa sur le site actuel à Cavite. Par une décision du concile annuel d’octobre 1996 de l’Église adventiste, l’université est devenue une institution de la Conférence générale (la direction mondiale adventiste).

### Organisation
L'année académique démarre en juin. Elle est divisée en deux semestres. Des cours sont également offerts durant le demi-semestre " d'été " de mars à mai. Deux cérémonies de remise de diplômes ont lieu en mars et en octobre. Le campus accueille des étudiants de 45 pays. 
AIIAS dessert l’Asie du Sud-Est en offrant des masters dans des centres d’enseignement à distance au Bangladesh, Indonésie de l’Ouest, Indonésie de l’Est, Japon, Malaisie, Taïwan, Thaïlande, les Philippines centrales et les Philippines du Sud.
AIIAS possède un centre de recherche Ellen White, affilié au Ellen G. White Estate. Le magazine semestriel des alumni s’appelle Flags.

## Source
- Annuaire 2006-2007 des centres universitaires adventistes, Adventist Accrediting Association.